# El Hontanar
El Hontanar és un llogaret del municipi valencià d'Alpont (comarca dels Serrans).
Situat als peus del Castell del Poyo (1.474 m), a poca distància del llogaret de Corcolilla, a uns 2 quilòmetres, motiu pel qual tenen una forta vinculació. De la vila d'Alpont el separa 10 quilòmetres que es recorren seguint la carretera CV-350 o carretera de la Iessa a Arcos.
Pertany a la parròquia del Collado. En la presa del Castell del Poyo, en la tercera guerra carlista, El Hontanar va ser, juntament amb Corcolilla i el Collado, on inicialment es van concentrar les tropes per a procedir al lloc del castell del Poyo.
Té assegurada l'aigua, bona i abundant, amb l'explotació d'un pou en les seves proximitats que abasteix a la resta del municipi, amb un aforament d'uns 2.000 litres per minut en explotació actual i capacitat per a superar els 4.000 litres.
En 1969 tenia 64 habitants i escola mixta, en 1991 tenia 68 i en 2003, 18 habitants dividits de forma paritària entre homes i dones.
Les seves festes se solen celebrar a mitjan mes de juliol.